# الضيف الخفي (فلم)
الضيف الخفي (بالإسبانية: Contratiempo) هو فيلم جريمة وإثارة إسباني من إخراج وكتابة أوريول باولو سنة 2016.

## القصة
تدور قصة الفيلم حول رجل أعمال يدعى ادريان يكذب على زوجته لرؤية عشيقته المتزوجة وأثناء سياقته للسيارة برفقة عشيقته يقتل شاب بالخطأ يخفيه وتمر الأشهر حتى يدان بقتل عشيقته فيعين محامية للدفاع عنه وفي ليلة ما قبل المحاكمة الأخيرة يلتقي بمحاميته لتساعده في الافلات من جريمته.

## طاقم التمثيل
- ماريو كاساس في دور أدريان دوريا
- باربرا ليني في دور لورا فيدال
- إينيغو غاستيسي في دور دانيال جاريدو أفيلا
- فرانسيسك أوريلا في دور فيليكس ليفا
- بلانكا مارتينيز في دور فيرجينيا جودمان
- خوسيه كورونادو في دور توماس جاريدو
- آنا فاجنر في دور إلفيرا جاريدو
- مانيل دويسو في دور المفتش ميلان
- سان يلاموس في دور سونيا
- ديفيد سيلفاس في دور برونو
- باكو توس في دور سائق

## روابط خارجية
- مقالات تستعمل روابط فنية بلا صلة مع ويكي بيانات